# Torneo de Queen's Club 2018
El Fever-Tree Championships 2018 fue un torneo de tenis del ATP Tour 2018. El torneo tuvo lugar en la ciudad de Londres (Reino Unido), desde el 18 hasta el 24 de junio de 2018. El torneo fue un evento correspondiente al ATP World Tour 500.

## Distribución de puntos
| Modalidad            | Campeón | Finalista | Semifinales | Cuartos de final | 2.ª ronda | 1.ª ronda | Clasificados | 2.ª ronda de clasificación | 1.ª ronda de clasificación |
| Individual masculino | 500     | 330       | 200         | 100              | 50        | 0         | 25           | 13                         | 0                          |
| Dobles masculino     | 500     | 300       | 180         | 90               | –         | –         | 45           | 25                         | 0                          |

## Cabezas de serie

### Individual masculino
| Tenista         | Ranking | Preclasificado |
| Marin Čilić     | 5       | 1              |
| Grigor Dimitrov | 6       | 2              |
| Kevin Anderson  | 8       | 3              |
| David Goffin    | 9       | 4              |
| Sam Querrey     | 13      | 5              |
| Jack Sock       | 14      | 6              |
| Kyle Edmund     | 18      | 7              |
| Tomáš Berdych   | 19      | 8              |

- Ranking del 11 de junio de 2018.[2]

### Dobles masculino
| Tenista                             | Ranking | Preclasificado |
| Oliver Marach Mate Pavić            | 3       | 1              |
| Henri Kontinen John Peers           | 15      | 2              |
| Pierre-Hugues Herbert Nicolas Mahut | 19      | 3              |
| Jamie Murray Bruno Soares           | 25      | 4              |

## Campeones

### Individual masculino
Marin Čilić venció a  Novak Djokovic por  5-7, 7-6(7-4), 6-3

### Dobles masculino
Henri Kontinen /  John Peers vencieron a  Jamie Murray /  Bruno Soares por 6-4, 6-3